# إيرباص إيه 318
إيرباص إيه 318 هي طائرة نقل تجاري ثنائية المحرك للصانع ايرباص.

## الطائرة
اصغر طائرة للصانع الأوروبي، وهي مع صنفي الـ إيه 319 وإيه 321 تعتبر إحدى اصناف الإيرباص إيه 320. خلال تطويرها، تم تصميمها تحت رمز "A319M3" وذلك ما يبين بوضوح ارتباطها بالـ إيه 319 والتي تعد ال ايرباص إيه 318 نسخة منها أقصر ب 6 امتار.
الطيارون الذين يملكون مؤهلات لقيادة الإيرباص إيه 320 يمكن لهم قيادة الإيه 318، كاي طائرة أخرى من مجموعة الـ إيرباص إيه 320.

## الطائرات المنافسة
تملك الايرباص إيه 318 القدرة على حمل 109 راكبا مقسومين إلى درجتين. بالنسبة لعدة شركات طيران كانت الطريقة الانجع لاستبدال الطائرات القديمة من طرازات دوغلاس دي سي-9 وماكدونل دوغلاس إم دي-80 ولكنها تنافس بشدة طائرة ال 737-600 المصنوعة من قبل بوينغ. ويملك الصانع الأمريكي في منتوجاته ال 717 والتي تم التوقف عن إنتاجها سنة 2006.
و لكن أهم منافسة لإيرباص إيه 318 لا تاتي من بوينغ ولكن من الصانعين المختصين في الطائرات الإقليمية مثل: بومباردييه أو إمبراير. ولكن قدرة الحمل عند هذا النموذج تمكنه من المحافظة على الصدارة في حجم المبيعات بصنفه.

## التطوير
تعرضت الطائرة قبل طرحها في الاسواق لعدة مشاكل. أهمها كان تناقص الطلب العالمي على صناعة الطإيران اثر احداث 11 سبتمبر. والثاني ان محركات برات آند ويتني المركبة على الطائرات تستهلك وقودا أكثر من المقدر. مما أدى إلى إلغاء عدة طلبيات من طيران الصين والخطوط الجوية البريطانية.
اما خطوط غرب أمريكا الجوية فغيرت طلبياتها إلى طائرات إيرباص إيه 320 وإيه 319. وأجبرت خطوط عبر العالم الجوية لإلغاء طلبيتها ل 50 طائرة من طراز إيه 318، لاندماجها مع الخطوط الجوية الأمريكيةالتي لا تشغل طائرات من عائلة الـ إيرباص إيه 320.

## المشغلون
فرونتي ارلاينز كانت أول شركة تستغل أول نموذج من الطائرة سنة 2003 بينما تملك اليوم ار فرانس أكبر اسطول من الـ إيه 318 ب 13 طائرة. ومن أهم الحرفاء الآخرين، تاروم (4 طائرة) اما يو اس اروايز (15 طائرة) et لان شيلي (20 طائرة) ستتحصل على النماذج في اساطيلها المستقبلية.

## معرض صور

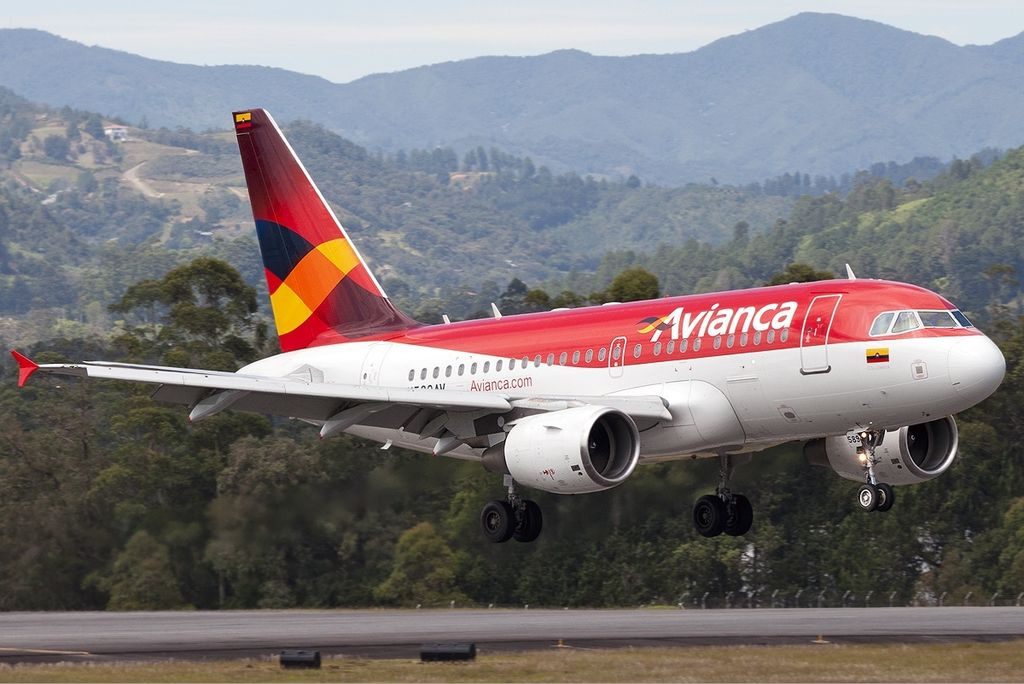
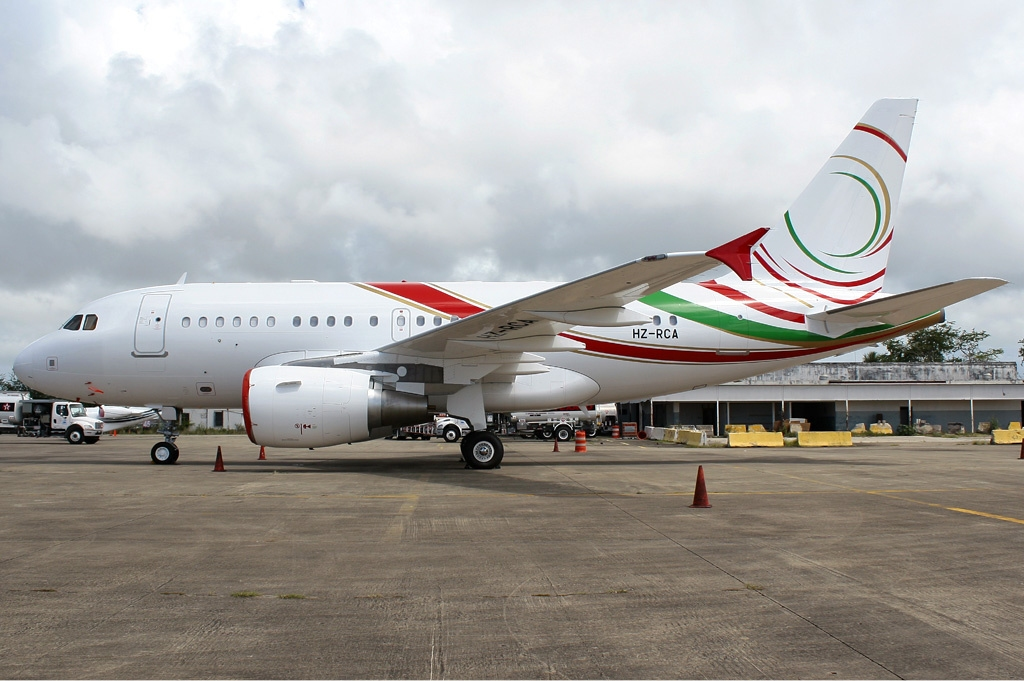
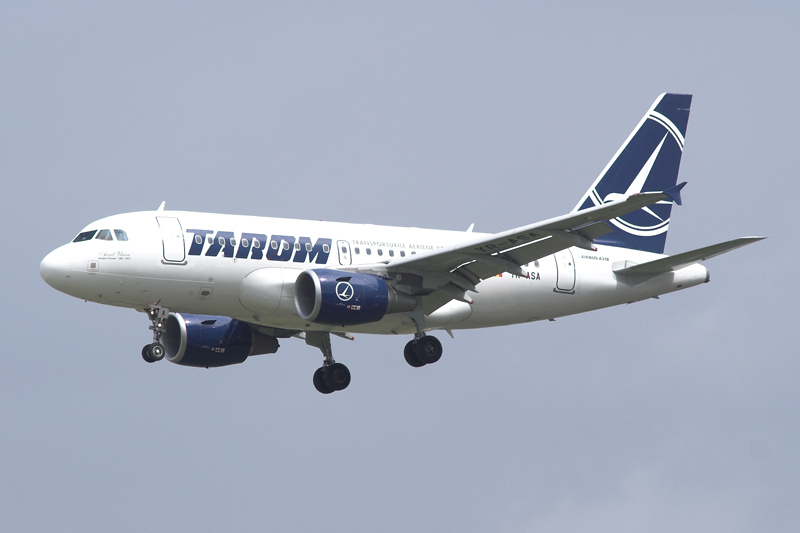
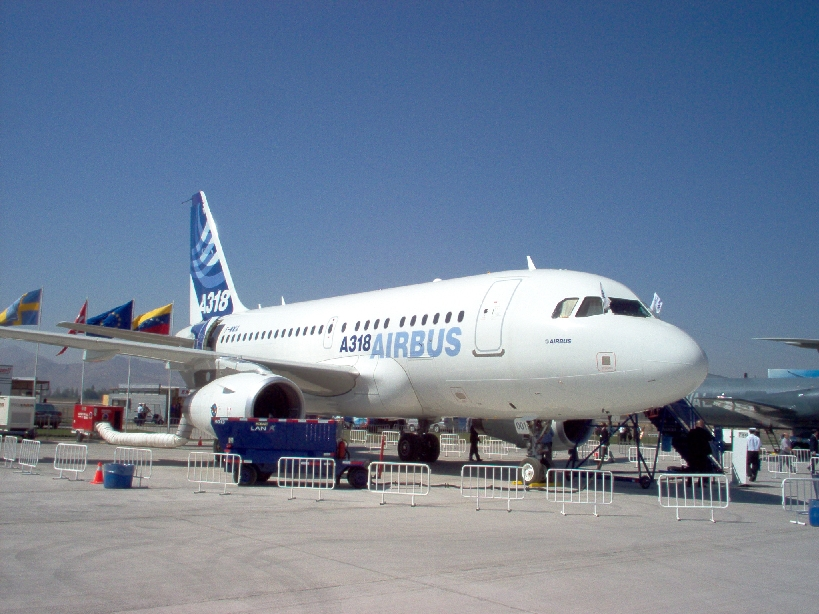